# Philodromus nigrostriatipes
Philodromus nigrostriatipes es una especie de araña cangrejo del género Philodromus, familia Philodromidae. Fue descrita científicamente por Bösenberg & Strand en 1906.

## Distribución
Esta especie se encuentra en Japón.